# (238) Гипатия
(238) Гипатия (лат. Hypatia) — крупный астероид главного пояса. Он был обнаружен 1 июля 1884 года русским астрономом немецкого происхождения Виктором Кнорре в обсерватории около Берлина и назван в честь древнегреческой женщины философа и математика Гипатии.

Орбита астероида Вальпурга и его положение в Солнечной системе
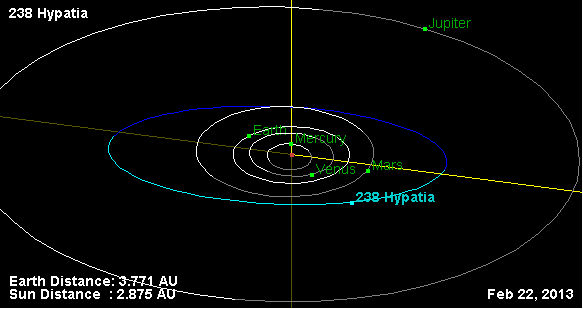